# Onthophilus heilogjiangensis
Onthophilus heilogjiangensis är en skalbaggsart som beskrevs av Ji Lingke 1993. Onthophilus heilogjiangensis ingår i släktet Onthophilus och familjen stumpbaggar. Inga underarter finns listade i Catalogue of Life.